# Escola de Chicago (arquitetura)

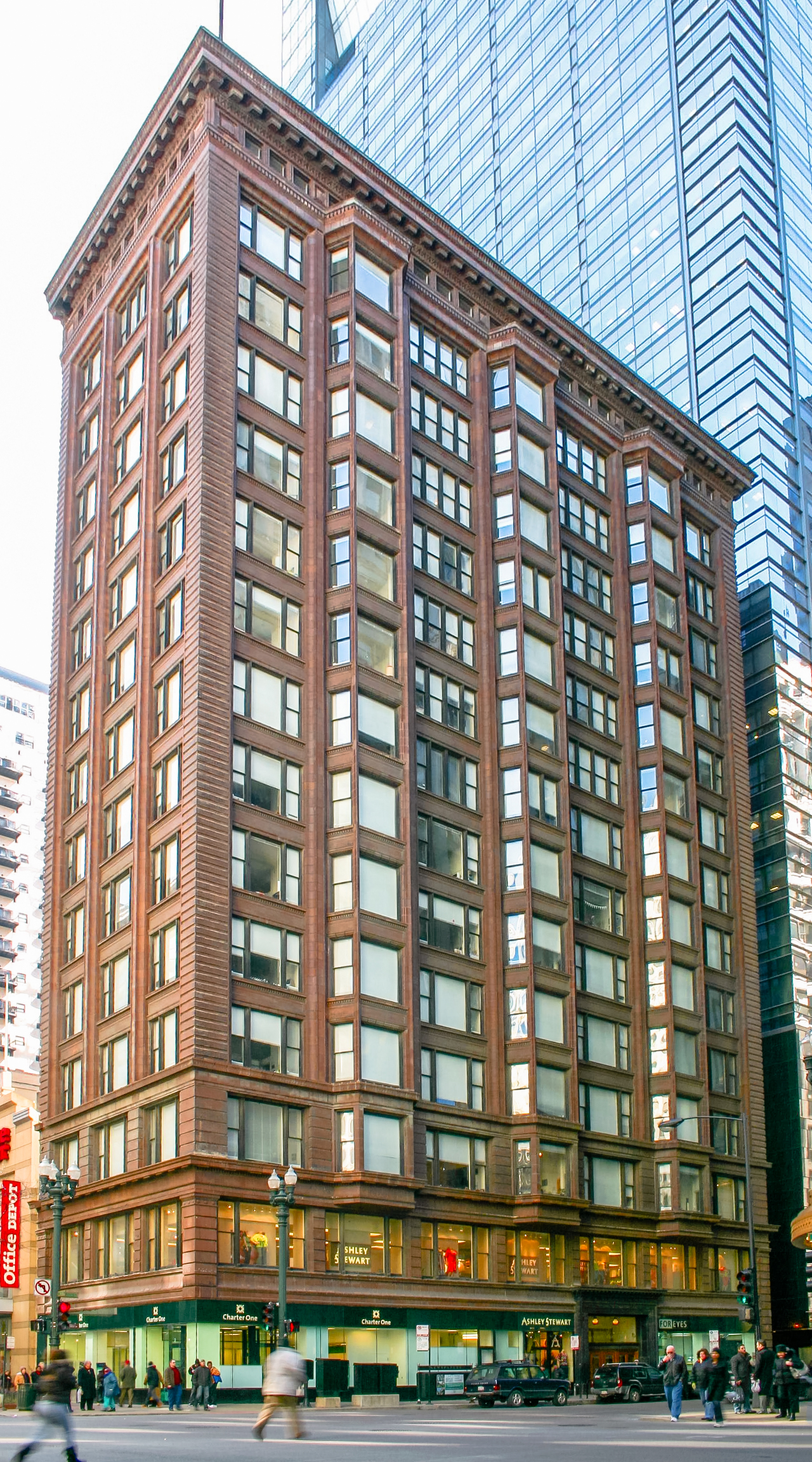
O Chicago Building de Holabird & Roche (1904–1905) é um exemplo principal da Escola de Chicago, exibindo ambas as variações das janelas de Chicago.

A Escola de Chicago de arquitectura e urbanismo foi preponderante no desenvolvimento da cidade no final do século XIX. O estilo também é conhecido como estilo Comercial. Representa um estilo de construção que passa a utilizar o ferro na estrutura ao invés da madeira, sendo produzido em série. Por um lado criou uma fachada constante, isto é, sem muitas variações, mais ou menos tal como conhecemos hoje: janelas iguais, aspecto de bloco no edifício. Por outro lado possibilitou um erguimento mais rápido e prático. Além disso, abriu a possibilidade de uma nova divisão do peso da construção, aumentando o gabarito. A escola de Chicago é a base da construção dos arranha-céus.
Depois do Grande Incêndio de Chicago a cidade ficou parcialmente destruída. Era necessário reconstruí-la de forma rápida e eficaz. As influências modernistas da Escola de Glasgow e da Secessão Vienense foram uma ajuda preciosa no planejamento de novos edifícios.
Foram estudados sistemas de alicerçamento, cimentação, resistência e isolamento. Foi o início da construção em altura, até então um pouco viável devido à inexistência de elevadores elétricos. Utilizaram o método moderno de projetar grandes edifícios — Parede cortina, grandes áreas de parede envidraçadas.
A estrutura ortogonal em ferro veio trazer um novo sistema de planeamento das plantas mais flexível, ajudando na colocação de canalizações. Surgiram desta forma os primeiros arranha-céus. A ornamentação era completamente rejeitada, bem ao estilo do Modernismo, constituindo uma das bases fundamentais da Bauhaus e do Estilo Internacional.
Um dos mais conhecidos arquitetos desta escola foi Frank Lloyd Wright, que apesar de não ter seguido esta vertente, serviu para impulsionar a arquitetura modernista na cidade de Chicago e nos Estados Unidos.

## Primeira Escola de Chicago
Embora o termo "Escola de Chicago" seja amplamente usado para descrever edifícios construídos na cidade durante as décadas de 1880 e 1890, esse termo tem sido contestado por estudadores, em particular em reação ao livro de Carl Condit de 1952, The Chicago School of Architecture. Historiadores como H. Allen Brooks, Winston Weisman e Daniel Bluestone, apontaram que a frase sugere um conjunto unificado de preceitos estéticos ou conceituais, quando, na verdade, os edifícios de Chicago da época exibiam uma ampla variedade de estilos e técnicas. Publicações contemporâneas usavam a frase "Estilo Comercial" para descrever os edifícios altos inovadores da época, em vez de propor qualquer tipo de "escola" unificada.

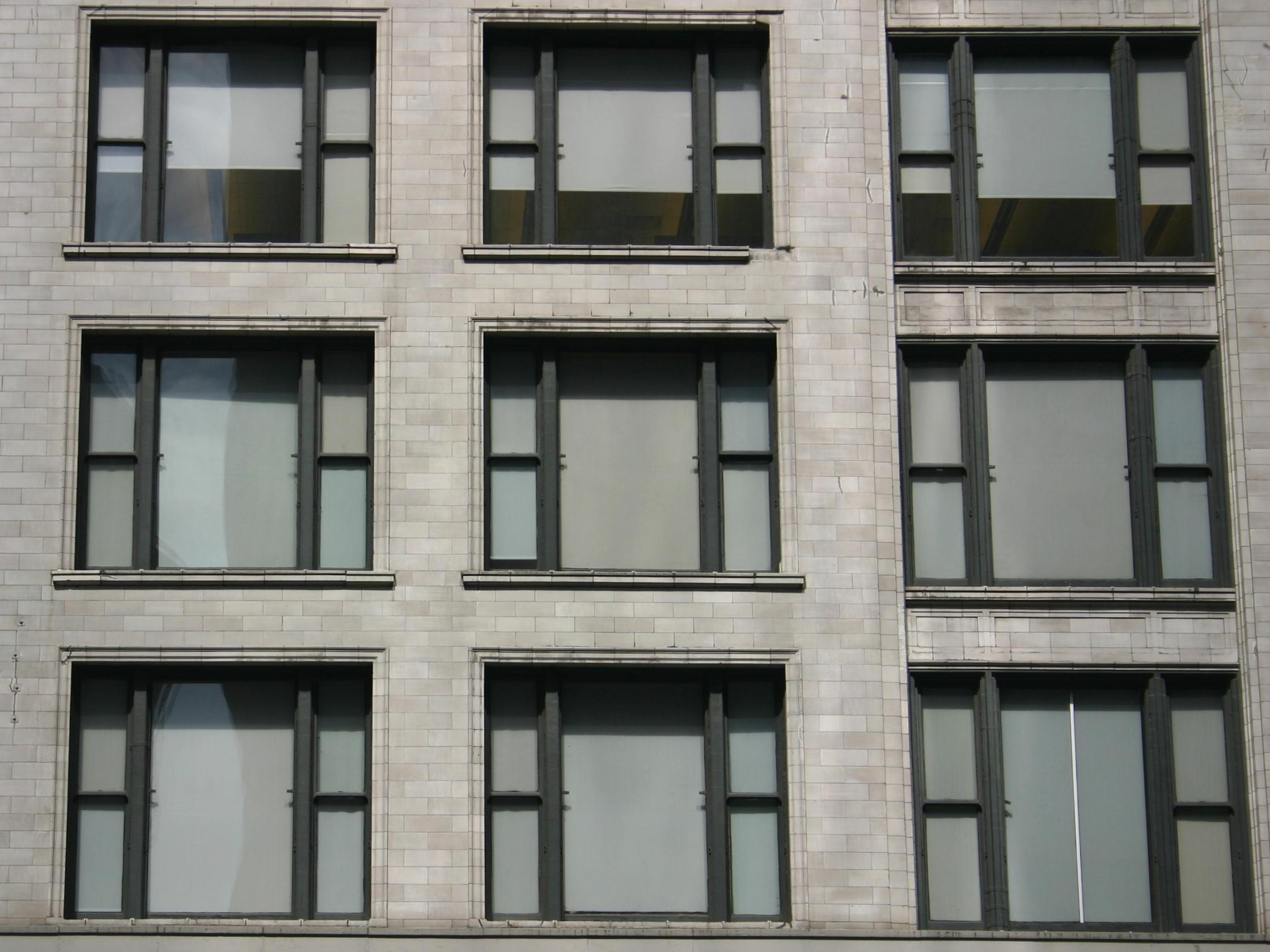
As janelas de grade da Escola de Chicago

Algumas das características distintivas da Escola de Chicago são o uso de edifícios de estrutura de Aço com revestimento de alvenaria (geralmente de Terracota), permitindo grandes áreas de janela de vidro plano e limitando a quantidade de ornamentação externa. Às vezes, elementos da Arquitetura neoclássica são usados nos arranha-céus da Escola de Chicago. Muitos arranha-céus da Escola de Chicago contêm as três partes de uma coluna clássica. Os andares mais baixos funcionam como base, os andares a meio, geralmente com poucos detalhes ornamentais, atuam como o fuste da coluna, e o último andar ou dois, muitas vezes encimados por uma Cornija e muitas vezes com mais detalhes ornamentais, representam a capital.
Arquitetos cujos nomes estão associados à Escola de Chicago incluem: Henry Hobson Richardson, Dankmar Adler, Daniel Burnham, William Holabird,William LeBaron, Martin Roche, John Root, Solon S. Beman e Louis Sullivan. Frank Lloyd Wright começou na empresa de Adler and Sullivan, mas criou o seu próprio Estilo Prairie de arquitetura.
O Home Insurance Building, considerado por alguns como o primeiro arranha-céus do mundo, foi construído em Chicago em 1885 e demolido em 1931.

## Segunda Escola de Chicago
Na década de 1940, uma "Segunda Escola de Chicago" surgiu do trabalho de Ludwig Mies van der Rohe e seus esforços de educação no Instituto de Tecnologia de Illinois em Chicago. A Segunda Escola de Chicago foi influenciada pela chegada da arquitetura modernista na América. Mies procurou concentrar-se em formas arquitetônicas neutras em vez de historicistas, e o edifício Miesian padrão é caracterizado pela presença de grandes painéis de vidro e o uso de aço para membros verticais e horizontais.
A primeira e mais pura expressão da "Segunda Escola de Chicago" foram os 860–880 Lake Shore Drive Apartments (1951) e as suas realizações tecnológicas. A engenheira estrutural do projeto Lake Shore Drive Apartments foi Georgia Louise Harris Brown, que foi a primeira mulher afro-americana a receber um diploma de arquitetura da Universidade do Kansas e a segunda afro-americana a receber uma licença de arquitetura nos Estados Unidos.
Skidmore, Owings & Merrill, uma empresa de arquitetura em Chicago, foi a primeira a erguer prédios em conformidade com as características da Segunda Escola de Chicago. Myron Goldsmith, Bruce Graham, Walter Netsch e Fazlur Khan estavam entre os seus arquitetos mais influentes. O engenheiro estrutural Khan, nascido em Bangladesh, introduziu um novo sistema estrutural de tubos emoldurados no design e construção de arranha-céus. A estrutura tubular, formada por colunas externas interconectadas bem espaçadas, resiste às "forças laterais em qualquer direção por meio do balanço desde a fundação". Cerca de metade da superfície externa está disponível para janelas. Onde aberturas maiores como portas de garagem são necessárias, a estrutura do tubo deve ser interrompida, com vigas de transferência usadas para manter a integridade estrutural. O primeiro edifício a aplicar a construção de estrutura tubular foi o DeWitt-Chestnut Apartment Building, que Khan projetou e foi concluído em Chicago em 1963. Isso lançou as bases para as estruturas tubulares de muitos outros arranha-céus posteriores, incluindo seu próprio John Hancock Center e Willis Tower.

Hoje, existem diferentes estilos de arquitetura por toda a cidade, como a Escola de Chicago, Neoclássica, Art déco, Modernismo e Pós-moderna.